# Belterra
Belterra é um município brasileiro do estado do Pará. Localiza-se no norte brasileiro, a uma latitude 02º 38' 11" sul e longitude 54º 56' 14" oeste.

## História
Após o fracasso das plantações de seringa em Fordlândia, causada pelo tipo de terreno que não favoreceu o desenvolvimento dos seringais (que necessitam um terreno plano, com solo rico em minerais e material orgânico) e também a infestação por um tipo específico de praga até então desconhecida que acabou com a produção das plantações, Henry Ford teve que começar a buscar outro lugar para que seu projeto fosse continuado.
Várias expedições foram realizadas até encontrar-se um lugar que ficou conhecido como Bela Terra. Tal área é conhecida entre os cientistas pelo seu famoso solo fértil de 'Terra Preta', que deve ter sido um dos critérios para a escolha do local. Embora este tipo de solo ocorra em toda Amazônia, Belterra é particularmente rica em terra preta, as características de relevo também são adequadas para a plantação de seringas e fácil acesso através do rio para o escoamento da produção viabilizou o projeto.  Bela Terra foi cedida pelo governo brasileiro à companhia Ford. Foram derrubados cerca de 2.500 acres da vegetação original do local para dar início ao processo de implantação do projeto de Ford.
Os primeiros operários foram contratados em 1934, e em 4 de maio do mesmo ano ocorreu a limpeza dos seringais, a construção de casas e o hospital. A arquitetura das construções foi inspirada no modelo americano, algumas delas permanecem até hoje intactas pois foram tombadas e agora são patrimônio histórico. Há relatos que a educação em Belterra era de excelente qualidade assim como no país onde Ford nasceu. Apesar de administrar a cidade, Henry Ford nunca veio realmente a Belterra, mesmo possuindo uma casa especialmente construída para ele. Ford tinha medo das doenças tropicais.
A produção e exportação de látex proveniente de Belterra era uma fonte de lucro, porém, com o surgimento da borracha sintética e o baixo custo da borracha no continente asiático, o cenário mudou. Os investimentos em Belterra perderam o sentido e a companhia Ford desistiu do seu projeto que estava planejado para durar um século. 
Belterra foi reapossada pelo governo brasileiro em 1945, fazendo parte do município de Santarém. Somente no dia 28 de dezembro de 1995, Belterra tornou-se um município, contando com uma prefeitura própria.

### Organização da cidade
Como Belterra foi criada em função de uma empresa, seus empregados precisariam de um lugar para morar. Portanto a cidade foi dividida em: 
- Vila operária: era onde os operários moravam, é localizada na parte periférica da cidade e é caracterizada pelas casas pequenas.
- Vila mensalista: era onde os empregados que recebiam salário a cada quinze dias moravam, nesta vila.
- Vila americana: era onde os médicos e doutores moravam, a parte nobre da cidade. Localiza-se próximo as praças, essa vila possuía um clube frequentado pela classe nobre, onde aconteciam festas e bailes.

Com o estilo de vida americano de uma parte da população, havia na cidade um campo de golfe frequentado somente por americanos.

## Geografia
Localiza-se no norte brasileiro, a uma latitude 02º 38' 11" sul e longitude 54º 56' 14" oeste.
Segundo dados do Instituto Nacional de Meteorologia (INMET), desde 1971 a menor temperatura registrada em Belterra foi de 12,3 °C em 16 de agosto de 1993, e a maior atingiu 37,1 °C em 17 de outubro de 2009. O maior acumulado de precipitação em 24 horas foi de 152 milímetros (mm) em 17 de janeiro de 2004. Dezembro de 1985, com 753,9 mm, foi o mês de maior precipitação.
| Dados climatológicos para Belterra                                                                                                  | Dados climatológicos para Belterra | Dados climatológicos para Belterra | Dados climatológicos para Belterra | Dados climatológicos para Belterra | Dados climatológicos para Belterra | Dados climatológicos para Belterra | Dados climatológicos para Belterra | Dados climatológicos para Belterra | Dados climatológicos para Belterra | Dados climatológicos para Belterra | Dados climatológicos para Belterra | Dados climatológicos para Belterra | Dados climatológicos para Belterra |
| Mês | Jan                                | Fev                                | Mar                                | Abr                                | Mai                                | Jun                                | Jul                                | Ago                                | Set                                | Out                                | Nov                                | Dez                                | Ano                                |
| --- | ---------------------------------- | ---------------------------------- | ---------------------------------- | ---------------------------------- | ---------------------------------- | ---------------------------------- | ---------------------------------- | ---------------------------------- | ---------------------------------- | ---------------------------------- | ---------------------------------- | ---------------------------------- | ---------------------------------- |
| Temperatura máxima recorde (°C) | 35,2                               | 34,3                               | 33,6                               | 33,5                               | 33,6                               | 34,3                               | 34,1                               | 35,6                               | 36,2                               | 37,1                               | 36,9                               | 35,4                               | 37,1                               |
| Temperatura máxima média (°C) | 30,4                               | 29,7                               | 29,7                               | 29,7                               | 29,9                               | 30,1                               | 30,4                               | 31,3                               | 32,1                               | 32,5                               | 32,1                               | 31,3                               | 30,8                               |
| Temperatura média compensada (°C)                                                                                                   | 25,5                               | 25                                 | 25                                 | 25,2                               | 25,2                               | 25                                 | 24,9                               | 25,5                               | 26,2                               | 26,6                               | 26,5                               | 26,1                               | 25,6                               |
| Temperatura mínima média (°C) | 21,3                               | 21,1                               | 21,3                               | 21,5                               | 21,3                               | 20,8                               | 20,3                               | 20,6                               | 21,3                               | 21,6                               | 21,7                               | 21,6                               | 21,2                               |
| Temperatura mínima recorde (°C) | 15,1                               | 14,7                               | 15,1                               | 15,6                               | 15,1                               | 13,6                               | 14,1                               | 12,3                               | 14,3                               | 16,8                               | 15,1                               | 16,3                               | 12,3                               |
| Precipitação (mm) | 204,3                              | 250,9                              | 321,5                              | 293,3                              | 270,6                              | 132,1                              | 99,3                               | 45,9                               | 27,2                               | 48,8                               | 80,2                               | 111,6                              | 1 885,7                            |
| Dias com precipitação (≥ 1 mm) | 14                                 | 17                                 | 19                                 | 19                                 | 20                                 | 15                                 | 11                                 | 6                                  | 4                                  | 4                                  | 5                                  | 7                                  | 141                                |
| Umidade relativa compensada (%) | 87,6                               | 89,4                               | 90,4                               | 91,1                               | 91,2                               | 90,3                               | 88,9                               | 86,8                               | 83,9                               | 82,2                               | 82,4                               | 83,9                               | 87,3                               |
| Insolação (h) | 167                                | 132,6                              | 133,5                              | 137,8                              | 158,7                              | 193,2                              | 229                                | 254,1                              | 238,3                              | 226,3                              | 194,9                              | 187,1                              | 2 252,5                            |
| Fonte: Instituto Nacional de Meteorologia (INMET) (normal climatológica de 1981-2010; recordes de temperatura: 01/10/1971-presente) |                                    |                                    |                                    |                                    |                                    |                                    |                                    |                                    |                                    |                                    |                                    |                                    |                                    |